# Міллер Гаврило Петрович

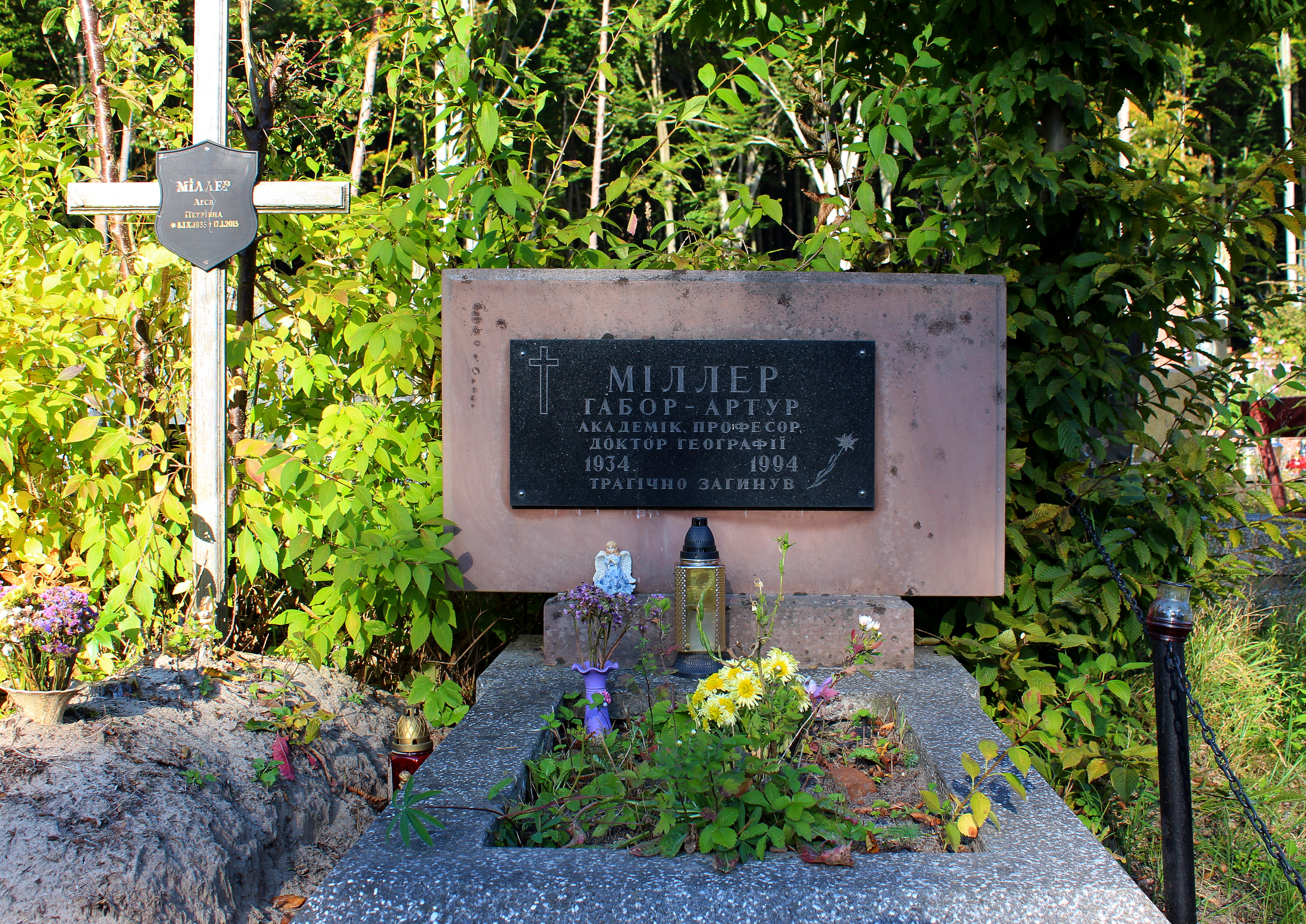

Міллер Гаврило Петрович (11 травня 1934 — 19 липня 1994) — засновник школи гірського ландшафтознавства на базі кафедри фізичної географії разом із К. І. Геренчуком. Декан географічного факультету (1976—1984) Львівського національного університету ім. І. Франка.

## Біографічні дані
Народився в м. Хуст Закарпатської області. В 1956 р. закінчив географічний факультет Львівського університету. Працював старшим лаборантом кафедри фізичної географії, а з 1960 р. — на посаді старшого лаборанта кабінету землезнавства. У 1960 р. вступив до аспірантури під керівництвом професора К. І. Геренчука. Від 1963 р. працював старшим викладачем кафедри фізичної географії. У 1964 р. захистив кандидатську дисертацію на тему: «Структура, генезис і питання раціонального використання ландшафту Чорногори в Українських Карпатах». Від 1965 р. працював на посадах доцента кафедри фізичної географії, старшого наукового співробітника, завідувача кафедри фізичної географії (1974—1994 рр.), декана географічного факультету (1976—1984 рр).
Трагічно загинув , похований на Брюховицькому цвинтарі.

## Основні напрямки роботи
Зробив значний внесок у розуміння загальних закономірностей динаміки і розвитку природних територіальних систем, прогнозування їхніх станів, експертизи сучасного стану і станів з різноваріантними антропогенними модифікаціями. Активний прибічник застосування ландшафтної парадигми практично у всіх можливих напрямках життя сучасного суспільства. Розробив основи гірського ландшафтознавства, встановив закономірності генезису структури і динаміки гірських ландшафтів. Розробив методику картографування гірських територій. Започаткував низку прикладних напрямків у ландшафтознавсті.

## Основні праці

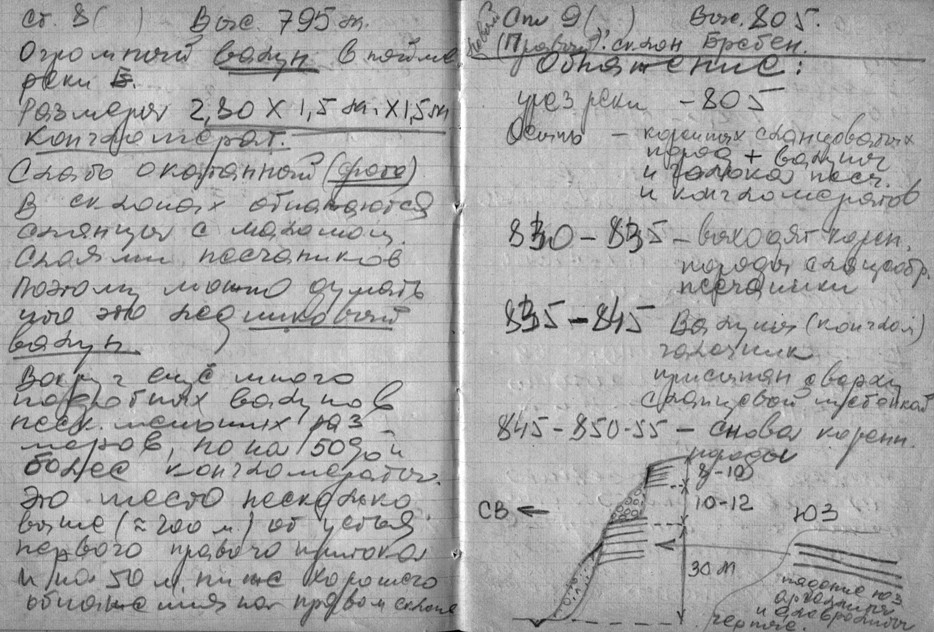
Сторінки польового щоденника Міллера Г. П.

1. Миллер Г. П. Опыт анализа морфологической структуры ландшафта Хустско-Солотвинской котловины в Закарпатье // Доп. та повідомл. Львів. ун-ту, Ч.3. Львів, 1957. Вип VI.
2. Миллер Г. П. Следы карово-долинного оледенения в Черногогорском ландшафте Украинских Карпат // Краевые образов. покровных и горных оледенений. Киев, 1960.
3. Геренчук К. І., Міллер Г. П. Про закономірності висотної структури ландшафтів в Радянських Карпатах // Ювілейна наукова серія присвяч. 300-літтю Львів. ун-ту. Секція геол. і геогр. Львів, 1961.
4. Геренчук К. И., Миллер Г. П., Трохимчук С. В. О морфологической структуре горных ландшафтов (на примере Украинских Карпат) // Вопр. Ландшафтов. Алма-Ата, 1963.
5. Миллер Г. П. Структура, генезис и вопросы рационального использования ландшафта Черногоры в Украинских Карпатах: Автореф. дисс… канд. геогр. наук. Львов, 1963.
6. Міллер Г. П. Про бланкову форму обліку гірських ландшафтів // Тези доп. Львів, 1965.
7. Міллер Г. П. Ландшафтні дослідження шкідливих стихійних процесів в Українських Карпатах // Географ. ландшафти України. К.; 1966.
8. Милкина Л. И., Миллер Г. П. К методике полевых ландшафтных съёмок горных территорий // Пробл. методики ландшафт. исследов.: Семинар в Ин-те геогр. АН СССР. М., 1968.
9. Миллер Г. П. Полевая ландшафтная съёмка горных территорий. Львов, 1972.
10. Миллер Г. П., Птичкин Н. Н. Экспедиционные исследования терралогических (ландшафтных) комплексов гор для прогноза их развития, оценки и охраны // Третий Междунар. Симпоз. «Содержание и предмет комплексного исследования ландшафтов». 1973.
11. Миллер Г. П. Особенности прогнозирования динамики ландшафтных комплексов по данным экспедиционных исследований //VII совещ. по вопр. Ландшафтов. Пермь, 1974.
12. Миллер Г. П. Ландшафтные исследования горных и предгорных территорий. Львов, 1974.
13. Міллер Г. П., Петлін В. М. Розробка ландшафтних основ природокористування на Чорногірському стаціонарі // Вісн. Львів. ун-ту. Сер. геогр. 1982. Вип.13.
14. Миллер Г. П., Петлин В. Н. Стационарные исследования динамики внутренней структуры фаций Черногоры // Физ. геогр. и геоморфол. Вып. 30. Киев, 1983.
15. Миллер Г. П., Петлин В. Н. Стационарные исследования динамики и развития ПТК. Львов, 1985.
16. Миллер Г. П., Петлин В. Н. Структурная организация ландшафтных фаций // Физ. географ. и геоморфол. Вып. 35. Киев, 1988.
17. Міллер Г. П., Петлін В. М., Федірко О. М. Контактні зони природних територіальних систем // Вісн. Львів. ун-ту. Сер. геогр. 1990. Вип. 17: Геогр. системи.
18. Міллер Г. П., Петлін В. М. Ландшафтно-екологічна експертиза // Суч. Геогр. пробл. Української РСР: Тези доп. VI з"їзду Геогр. Тов-ва УРСР. К: 1990.
19. Миллер Г. П., Петлин В. Н. Функционирование природных территориальных комплексов в зонах прокладки магистральных трубопроводов (на примере Карпат) // Изв. ВГО. Т. 123. Вып. 6. 1991.
20. Мельник А. В., Міллер Г. П. Ландшафтний моніторинг. К., 1993.
21. Міллер Г. П., Петлін В. М. Карпати — зона потенційних екологічних катастроф // Карпати — український міст в Європу: проблеми і перспективи. Тези доп. Міжнар. наук.-практ. конф. Львів, 1993.